# Обер-бургомістр
Обер-бургомістр (нім. Oberbürgermeister 
) означає «обер-бургомістр» або «головний мер» — це посада голови місцевої адміністрації у великих містах Німеччині та деяких інших німецькомовних країнах. Термін використовується для позначення головного мера міста з більш значними повноваженнями та обов'язками, ніж звичайний бургомістр. Зазвичай Обер-бургомістр обирається безпосередньо громадянами міста на певний термін і виконує функції як адміністративного керівника, так і представника міської влади на державному рівні. В інших німецькомовних країнах, таких як Австрія та Швейцарія, цей термін не є поширеним. З 1938 року обер-бургоміст очолює муніципалітет Копенгагену.

## Історія та еволюція посади
Посада Обер-бургомістра з'явилася в Німеччині у зв'язку з розвитком міських самоврядувань в кінці XIX — на початку XX століття. Вона стала важливою в містах із чисельністю населення понад 100 000 осіб, коли міська адміністрація почала отримувати більші повноваження, зокрема у сфері містобудування, економіки та соціального розвитку.

## Функції та повноваження
Обер-бургомістр є головою міської адміністрації і виконує наступні обов'язки:
- Адміністративні функції: забезпечення виконання рішень міської ради, управління міським бюджетом, організація роботи місцевих установ.
- Представницькі функції: представляє місто на державному та міжнародному рівнях, веде переговори з іншими містами, організаціями та органами влади.
- Політичні функції: в межах своїх повноважень має право пропонувати та ініціювати політичні рішення, що стосуються розвитку міста.

## Особливості та відмінності
- Вибори: Обер-бургомістр зазвичай обирається шляхом прямих виборів серед мешканців міста на строк від 5 до 8 років.
- Статус: Порівняно з іншими містами, обер-бургомістр має більший вплив на місцеву політику, оскільки він очолює міську адміністрацію та є головною фігурою в системі місцевого самоврядування.

## Приклади міст з обер-бургомістрами
Обер-бургомістр обирається в містах, що мають особливий статус. Зазвичай це великі міста, зокрема:
- Мюнхен
- Франкфурт-на-Майні
- Штутгарт
- Пфорцхайм

## Схожі посади в інших країнах
В Україні аналогом посади обер-бургомістра є мер міста. В Україні також існують посади голів обласних державних адміністрацій, але вони мають інші повноваження та обов'язки, оскільки є частиною виконавчої гілки влади на обласному рівні.